# Dasypogon aequalis
Dasypogon aequalis är en tvåvingeart som först beskrevs av Walker 1857.  Dasypogon aequalis ingår i släktet Dasypogon och familjen rovflugor. Inga underarter finns listade i Catalogue of Life.